# Nicky Spurgeon
Nicky Spurgeon ist eine ehemalige englische Squashspielerin.

## Karriere
Nicky Spurgeon war in den 1980er-Jahren als Squashspielerin aktiv. Mit der englischen Nationalmannschaft wurde sie gemeinsam mit Alison Cumings sowie mit Angela Smith bzw. Alex Cowie in den Jahren 1984 und 1985 Europameisterin. In den Finals, die beide gegen Irland bestritten wurden, setzte sich Spurgeon 1984 gegen Rebecca Best und 1985 gegen Barbara Lowans jeweils in drei Sätzen durch. Sie nahm mehrfach an den British Open teil und erreichte 1984 und 1985 jeweils mit dem Achtelfinale ihr bestes Resultat.

## Erfolge
- Europameisterin mit der Mannschaft: 1984, 1985